# Crumenaria decumbens
Crumenaria decumbens är en brakvedsväxtart som beskrevs av Carl Friedrich Philipp von Martius. Crumenaria decumbens ingår i släktet Crumenaria och familjen brakvedsväxter. Inga underarter finns listade i Catalogue of Life.